# Сутура
Сутура (лат. sutura — шов) — глубинная корневая структура на месте замыкания бассейна океанического типа. Обычно такую сутуру сопровождают выжатые при её образовании офиолитовые аллохтоны, некоторое из них шарьированы на десятки километров. Первые фазы обдукции могут предшествовать замыканию бассейна. Сутуры, как корневые зоны, выявляются по приуроченности офиолитов к контрастному сочленению разнородных тектонических единиц. Вместе с офиолитами встречаются метаморфиты глаукофановой фации, эклогиты и бластомилониты. Впоследствии при коллизионных деформациях, сутуры бывают осложнены шарьированием, изогнуты с образованием сигмоид и иных горизонтальных складок, разорваны и смещены более молодыми секущими сдвигами и другими разрывами. Одним из примеров может служить Киргизско-Терскейская офиолитовая сутура Северного Тянь-Шаня, образовавшаяся в раннем палеозое.